# Živojin Zdravković
Živojin Zdravković (Belgrado, 24 novembre 1914 – Belgrado, 15 settembre 2001) è stato un direttore d'orchestra serbo.
È stato direttore capo nella Belgrade Philharmonic Orchestra e insegnante di direzione d'orchestra alla Belgrade Music Academy, nonché membro e presidente della Association of Musical Artists of Serbia.